# EP Two
『EP Two』は、ポール・ドレイパーが2016年11月25日にリリースするEP。2003年のマンサン解散後、ソロとして2枚目のリリースとなる。プロデュースはポール・ドレイパー本人による。ザ・アンコレスが参加。2016年12月2日付のOfficial Physical Singles Chart で1位、Official Vinyl Singles Chart で4位、12インチシングルレコードチャートで3位を獲得した。

## 収録曲
A面
1. フレンズ・メイク・ザ・ワースト・エネミーズ "Friends Make The Worst Enemies" — (5分5秒)
2. サム・シングス・アー・ベター・レフト・アンセッド"Some Things Are Better Left Unsaid" — (2分38秒)

B面
1. ドント・ユー・ウェイト、イット・マイト・ネバー・カム "Don’t You Wait, It Might Never Come" — (3分52秒)
2. フレンズ・メイク・ザ・ワースト・エネミーズ（アコースティック） "Friends Make The Worst Enemies (acoustic)" — (4分58秒)